# 无产阶级文化大革命就是好
《无产阶级文化大革命就是好》，又写作《文化大革命就是好》，是一首文化大革命后期的政治歌曲，于1974年首次演唱。全曲反复强调“文化大革命好”，并描写文化大革命的情况和成果。

## 创作和发行
《无产阶级文化大革命就是好》创作于文化大革命临近结束时，是反击右倾翻案风的产物，被称为文化大革命的“压卷之作”。此曲是由上海市工人文化宫诗歌班学员集体撰写而成，旋律则由文化宫作曲指挥培训班学员偕同专业音乐家一起创作。1974年3月5日，此曲在文化宫的批林批孔歌咏大会上首次被公开演唱。同年5月，此曲获中华人民共和国国务院文化部编纂的音乐期刊《战地新歌（第三集）》收录和出版。

## 歌曲内容
版本一：
1.無產階級文化大革命（嗨！）就是好！就是好呀就是好，就是好！馬列主義大普及，上層建築紅旗飄，革命大字報，嗨！烈火遍地燒，誓把修根剷除掉，七億人民團結戰鬥，紅色江山牢又牢。文化大革命好！文化大革命好！無產階級文化大革命就是好！就是好！就是好！就是好！
2.無產階級文化大革命（嗨！）就是好！就是好呀就是好，就是好！一代新人在成長，頂風劈浪逞英豪，工業學大慶，嗨！農業學大寨，萬里神州傳捷報，七億人民跟著毛主席，繼續革命向前跑。文化大革命好！文化大革命好！無產階級文化大革命就是好！就是好！就是好！就是好！

版本二：
1.無產階級文化大革命（嗨！）就是好！就是好呀就是好，就是好！馬列主義大普及，上層建築紅旗飄，革命大字報，嗨！烈火遍地燒，勝利凱歌衝雲霄，七億人民團結戰鬥，紅色江山牢又牢。文化大革命好！文化大革命好！無產階級文化大革命就是好！就是好！就是好！就是好！
2.無產階級文化大革命（嗨！）就是好！就是好呀就是好，就是好！一代新人在成長，頂風劈浪逞英豪，工業學大慶，嗨！農業學大寨，萬里神州傳捷報，七億人民跟著毛主席，繼續革命向前跑。文化大革命好！文化大革命好！無產階級文化大革命就是好！就是好！就是好！就是好！

《无产阶级文化大革命就是好》被视为文化大革命期间最典型的政治运动音乐，用作抒发群众运动的狂热，为即兴小调、群众歌曲，音调近似顺口溜。全曲旋律采用中国传统音乐的五声音阶，音域只有十度。歌词不断反复强调文化大革命“就是好”，两个小节的开首和结尾都是“无产阶级文化大革命就是好、就是好呀、就是好呀、就是好”，把“就是好”在高音区重复了几遍，以突出此曲中心思想。副歌部分则是由人声喊出“文化大革命好！文化大革命好！”的口号，用意是表现群众在游行集会时叫口号的情景。此外，歌词也提到大量政治口号和术语，描写文化大革命进行的情况，并赞扬文化大革命有以下的成果：
- 令马克思列宁主义得以广泛普及，改造了上层建筑；
- 令中华人民共和国人民团结前进，跟随毛泽东无产阶级专政下继续革命的路线，巩固了无产阶级专政；
- 让一代新人成长，对抗困难；
- 让全中国推展“工业学大庆”、“农业学大寨”运动，取得建设成果。

## 反响
在四人帮（文化大革命主要推手）的推动下，《无产阶级文化大革命就是好》等政治歌曲发行后就经常出现在中国大陆的报刊、电台广播、电视广播、文艺活动当中。当时的人们经常在群众演唱会上高唱此曲，一边唱一边激昂热烈地高呼“就是好”。此曲当时得到上海音乐出版社音乐期刊《工农兵歌曲》的高度评价，被形容为“激励人们继续革命的战歌”、“亲切感人”、“对那些妄图否定文化大革命的反动谬论是一个有力的回击”。不过在文化大革命结束后，《无产阶级文化大革命就是好》受到音乐学者批评，例如音乐史专著《20世纪中国音乐》抨击此曲“干瘪苍白、枯燥乏味、僵滞生硬、刻板刺耳”，《新中国音乐史（1949－2000）》形容此曲“集干瘻、枯燥、别扭、苍白之大成，通篇毫无音乐美感可言”等。